# Дылис, Николай Владиславович
Никола́й Владисла́вович Дылис (24 декабря 1911  [6 января 1912], Санкт-Петербург — 26 июля 1985[…], Москва) — советский учёный-геоботаник, лесовод, доктор биологических наук, профессор.

## Биография
Родился 24 декабря 1911 (6 января 1912) года в Санкт-Петербурге.
В 1932 году окончил Ленинградскую лесотехническую академию имени С. М. Кирова.
До 1938 года работал в Ботаническом институте Академии наук СССР (БИН АН СССР).
В 1938—1941 годах работал в Центральном НИИ лесного хозяйства (ЦНИИЛХ, ныне Всероссийский научно-исследовательский институт лесоводства и механизации лесного хозяйства, ВНИИЛМ).
В 1943—1944 годах работал в Ботаническом саду города Свердловска.
В 1944—1958 годах — работал в Институте леса АН СССР.
В 1959—1961 годах — работал в лаборатории лесоведения АН СССР. С 1962 года — работал в БИН АН СССР.
- Доктор биологических наук (1960)[3]

С 1968 года был заведующим Лаборатории биогеоценологии в Институте эволюционной морфологии и экологии животных (ИЭМЭЖ) АН СССР.
С 1970 года профессор Географического факультета МГУ.
Скончался 26 июля 1985 года в Москве. Похоронен на Востряковском кладбище.

## Научная и педагогическая деятельность
Итоги исследований по систематике и географии лиственниц СССР, опубликованные в двух монографиях — «Сибирская лиственница» (1948) и «Лиственница Восточной Сибири и Дальнего Востока» (1961), являются крупным вкладом в систематику и географию лиственниц и признаны образцом систематико-генетического анализа близкородственных групп видов. Эти работы использовались при селекции лиственниц и введении их в культуру.
Крупное научное значение имели работы, включая ряд монографий, посвященные изучению лесной растительности европейского севера, Саян, Прибайкалья, Забайкалья, Якутии, Дальнего Востока, Тибета, Болгарии и тропиков Китая. Автор более 100 работ.
Большое значение имеют научно-организаторская деятельность и труды в области биогеоценологии. Ещё при жизни В. Н. Сукачева начал активную деятельность по развитию и руководству биогеоценологических исследований в нашей стране. Совместно с В. Н. Сукачевым было организовано издание научного труда «Основы лесной биогеоценологии» и методического руководства по проведению биогеоценологических исследований. Являлся заместителем председателя Научного совета по проблемам биогеоценологии и охраны природы.
Ввёл в науку понятие «биогеоценотических парцелл» — элементарных структур биогеоценоза.
В 1963 году организовал Малинскую биостанцию на границе Подольского и Наро-Фоминского районов Московской области, где разворачивались комплексные исследования лесных биогеоценозов, и являлся её бессменным руководителем. Биостанция является опорным пунктом стационарных исследований в широколиственно-еловых лесах Русской равнины.
С 1938 года совмещал научную и педагогическую деятельность, читая курс дендрологии сначала в Ленинградском лесном техникуме зелёного строительства, затем в Московском лесотехническом институте. Более 30 лет на кафедре биогеографии МГУ им. М. В. Ломоносова читал лекции по растительности СССР, растительности земного шара, экологии растений, фитоценологии, лесоведению и впервые в стране разработанный им курс биогеоценологии.
Являлся заместителем главного редактора журнала «Лесоведение», членом редколлегии журнала «Бюллетень МОИП», членом Совета Московского общества охраны природы, членом Научного совета Лаборатории охраны природы МСХ СССР.

## Научные работы
- Сибирская лиственница. (Материалы к систематике, географии и истории). — М.: Изд. МОИП, 1948. — Нов. сер., бот. — В. 2. — 139 с.
- Лиственница Восточной Сибири и Дальнего Востока. Изменчивость и природное разнообразие. — М., 1961. — 210 с.
- Структура лесного биогеоценоза. // Комаровск. чтения, В. 21. — М., 1969. — 55 с.
- Современное состояние биогеоценологических исследований в СССР. // Бюл. МОИП. Отд. биол., 1971. — Т. 76. — В. 3. — С. 93-103.
- Фитомасса лесных биогеоценозов Подмосковья. — М., 1977. — 143 с. (совместно с Л. М. Носовой)
- Основы биогеоценологии. (Учеб. пос. для географ. специальностей ун-тов). — М., 1978. — 151 с.
- Суходольный луг как биогеоценоз. — М., 1978. — 83 с. (совместно с В. М. Жуковой, Л. М. Носовой, О. Н. Солнцевой, Л. Б. Холоповой)
- Дылис Н. В. Лиственница. — М.: Лесн. пром-сть, 1981. — 96 с. — (Б-течка «Древесные породы»). — УДК 630* 174.753